# Теорема про тенісний м'ячик

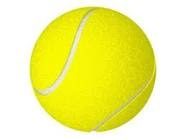
Шов має рівно 4 точки перегину і ділить поверхню на дві частини з однаковою площею.

Теорема про тенісний м'ячик стверджує, що гладка крива на поверхні сфери, що ділить її площу на дві рівні частини має не менше чотирьох точок перегину. Назва теореми походить від стандартної форми тенісного м'яча, де шов утворює криву, яка задовольняє умовам теореми.
Стандартне доведення засноване на тому, що крива з меншим числом точок перегину лежить в півсфері і значить не може обмежувати половину її площі.

## Історія
Під цією назвою теорема з'являється в книзі Володимира Ігоровича Арнольда 1994 року але результат був доведений раніше; в 1968 році Беньяміно Сегре, і в 1977 Джоелем Л. Вайнером.